# Kon-Boot
Kon-Boot è un'utilità software che consente agli utenti di aggirare ("bypassare") le password di Microsoft Windows e le password di Apple macOS (il supporto Linux è ormai obsoleto) senza apportare modifiche permanenti o definitive al sistema su cui viene eseguito. È anche il primo strumento segnalato e finora l'unico in grado di bypassare le password online (live) di Windows 11 e Windows 10, supportando sia i sistemi Windows che macOS. Dalla versione 3.5 Kon-Boot è anche in grado di bypassare la funzione SecureBoot.

## Storia
Kon-Boot è stato originariamente progettato come verifica di funzionamento e dispositivo di sicurezza gratuito, principalmente per le persone che tendono a dimenticare le proprie password. L'idea principale era consentire agli utenti di accedere al computer di destinazione senza conoscere la password corretta e senza apportare modifiche permanenti al sistema su cui viene eseguito.
La prima versione di Kon-Boot è stata annunciata nel 2008 tramite la mailing list di DailyDave. La versione 1.0 (freeware) consentiva agli utenti di accedere a sistemi operativi basati su Linux e di bypassare il processo di autenticazione (consentendo l'accesso al sistema senza conoscere la password).
Nel 2009 l'autore di questo software ha annunciato Kon-Boot per Linux e per i sistemi Microsoft Windows a 32 bit. Tale versione ha fornito supporto aggiuntivo per bypassare le password dei sistemi Windows su qualsiasi sistema operativo Windows a partire da Windows Server 2008 a Windows 7. Tale versione è ancora disponibile come freeware
Le versioni più recenti di Kon-Boot sono disponibili solamente come prodotti commerciali  e sono ancora oggi supportati. La versione corrente (4.4) è in grado di bypassare le password sui seguenti sistemi operativi:
| Sistemi operativi Microsoft Windows supportati                                              |
| ------------------------------------------------------------------------------------------- |
| Microsoft Windows XP                                                                        |
| Microsoft Windows Vista Home Basic 32Bit/64Bit                                              |
| Microsoft Windows Vista Home Premium 32Bit/64Bit                                            |
| Microsoft Windows Vista Business 32Bit/64Bit                                                |
| Microsoft Windows Vista Enterprise 32Bit/64Bit                                              |
| Microsoft Windows Server 2003 Standard 32Bit/64Bit                                          |
| Microsoft Windows Server 2003 Datacenter 32Bit/64Bit                                        |
| Microsoft Windows Server 2003 Enterprise 32Bit/64Bit                                        |
| Microsoft Windows Server 2003 Web Edition 32Bit/64Bit                                       |
| Microsoft Windows Server 2008 Standard 32Bit/64Bit                                          |
| Microsoft Windows Server 2008 Datacenter 32Bit/64Bit                                        |
| Microsoft Windows Server 2008 Enterprise 32Bit/64Bit                                        |
| Microsoft Windows 7 Home Premium 32Bit/64Bit                                                |
| Microsoft Windows 7 Professional 32Bit/64Bit                                                |
| Microsoft Windows 7 Ultimate 32Bit/64Bit                                                    |
| Microsoft Windows 8 and 8.1 all versions (32Bit/64Bit—includes live/online password bypass) |
| Microsoft Windows 10 all versions (32Bit/64Bit—includes live/online password bypass)        |
| Microsoft Windows 11 all versions (32Bit/64Bit—includes live/online password bypass)        |

| Sistemi operativi Apple macOS / OS X supportati |
| ----------------------------------------------- |
| Apple OS X 10.6                                 |
| Apple OS X 10.7                                 |
| Apple OS X 10.8                                 |
| Apple OS X 10.9                                 |
| Apple OS X 10.10                                |
| Apple OS X 10.11                                |
| Apple macOS Sierra (10.12)                      |
| Apple macOS High Sierra (10.13)                 |
| Apple macOS Mojave (10.14)                      |
| Apple macOS Catalina (10.15)                    |
| Apple macOS Big Sur (11)                        |
| Apple macOS Monterey (12)                       |
| Apple macOS Ventura (13)                        |
| Apple macOS Sonoma (14)                         |
| Apple macOS Sequoia (15)                        |

## Tecnologia
Kon-Boot funziona come un bootkit (quindi spesso crea anche alert positivi falsi nel software antivirus). Si insinua (si nasconde) nella memoria del BIOS. Kon-Boot modifica il codice del kernel al volo (runtime), modificando temporaneamente il codice responsabile dei dati di autorizzazione di verifica dell'utente durante il caricamento del sistema operativo.
A differenza degli strumenti di reimpostazione della password come CHNTPW, Kon-Boot non modifica i file di sistema e l'hive SAM, tutte le modifiche sono temporanee e scompaiono dopo il riavvio del sistema.

## Limiti (prevenzione)
Gli utenti preoccupati riguardo alcuni strumenti come Kon-Boot, dovrebbero usare software di crittografia del disco (FileVault, BitLocker ecc.) poiché Kon-Boot non è in grado di bypassare la crittografia del disco. Anche la password del BIOS e la funzione SecureBoot sono una buona misura di prevenzione da applicare, almeno fino alla versione 3.5 è, la quale è in grado di bypassare il meccanismo di avvio protetto di UEFI.